# Lu Yu
Lu Yu (chinois : 陸羽 ; pinyin : Lù Yǔ) (733-804) est un auteur chinois de la dynastie Tang. Il est essentiellement connu pour son ouvrage Le Classique du thé édité en 780. 

## Biographie
Lu Yu naît en 733 à Jingling (actuelle Tianmen) à proximité de Fuzhou sous le règne de l'empereur Tang Xuanzong. Ses parents ne sont pas connus, il devient orphelin dans sa petite enfance et est recueilli dans un monastère bouddhiste. Il apprend à lire et à écrire. Rebelle, Lu Yu est souvent puni, battu et assigné à des corvées peu valorisantes (garder les buffles, nettoyer les latrines), il finit par fuguer à l'âge de douze ans.  
Recueilli dans une troupe de théâtre, il devient comédien avant d'être rapidement remarqué par le gouverneur de Fuzhou. Celui-ci le confie à un maître auprès duquel il poursuit ses études jusqu'à l'âge de 20 ans. Il développe une passion pour le thé et en 753, il voyage dans diverses régions pour en étudier le théier. En 755, éclate la Révolte d'An Lushan et Lu Yu doit plusieurs fois fuir les menaces de la guerre. 

## Le thé
Il se retire dans les montagnes dans les environs de Huzhou en 760. Il commence la rédaction de son manuscrit sur le thé. Le gouverneur Yan Zhenqing, également poète et calligraphe, l'intègre
dans une équipe de lettrés chargés de rédiger et réviser des ouvrages. À cette occasion, Lu Yu collecte des anecdotes sur le thé et les ajoute à son manuscrit. Le Classique du thé est édité en 780. 
Sa renommée s'étend, l'empereur Tang Dezong veut lui confier un poste à la cour, mais il refuse. Il meurt en 804.